# Radio City
Radio City var en dansk radiokanal, der spillede rockmusik nonstop under sloganet ’Rock Du Kender’. Kanalen var ejet af SBS Broadcasting og gik i luften natten mellem søndag den 3. og mandag den 4. februar 2008 på den tidligere Radio 2's frekvenser. 
Kanalen henvendte sig til lyttere i målgruppen 25-44 år, og der spilles musik fra etablerede artister som Bruce Springsteen, Gasolin, Green Day, Saybia og Led Zeppelin samt nyere navne som Snow Patrol, Nephew, Simple Plan, Nickelback og Daughtry.
Radio City startede med at at have studieværter som Nikolaj Steen og Henrik Foersom tilknyttet kanalen, men den 28. april 2008 meddelte SBS Broadcasting, der 28. april 2008 købte rettighederne til den 5. landsdækkende radiokanal, og dermed rettighederne til den forhenværende TV 2 Radio, at de ville reducere fokusset på Radio City og i stedet koncentrere sig om den nye kanal Nova FM. Dette betød, at Radio City blev en radiokanal, der spillede rockmusik nonstop og derudover fik en lavere dækning, idet Nova FM skulle benytte en række af kanalens frekvenser. 
Stationen sendte sidste gang 30. april 2009.

## Radio City Top 500
Fra den 11. februar til den 18. februar 2008 sendte Radio City Rock Top 500, som blev sammensat ud fra kriterier som salg, airplay, lytterforslag og Radio Citys musikredaktions professionelle vurdering. 

### Top 10 fra Radio City Rock Top 500 (2008)
1. Queen – "Bohemian Rhapsody"
2. Gasolin – "Rabalderstræde"
3. Metallica – "Nothing Else Matters"
4. D.A.D. – "Sleeping My Day Away"
5. Sort Sol – "Let Your Fingers Do The Walking"
6. Manfred Mann – "Blinded By The Light"
7. Oasis – "Roll With It"
8. Eagles – "Hotel California"
9. Phil Collins – "In The Air Tonight"
10. Pink Floyd – "Another Brick In The Wall (Part 2)"